# Теленор Арена
„Теленор Арена“ е покрит стадион в Норвегия, фюлке (област) Акешхус, община Барум.
Намира се на полуостров Форнебу (край закритото летище Форнебу), на 6 километра североизточно от общинския център град Санвика и на 6 километра югозападно от центъра на столицата Осло.
Носи името на норвежката телекомуникационна компания „Теленор Груп“. От 2009 година е собственост на футболен клуб „Стабек Фотбал“.
Съоръжението разполага с движещ се покрив. През май 2010 г. е домакин на 55-о издание на песенния конкурс „Евровизия“.